# بررسی سیارک‌های نزدیک به زمین لینکلن
| LINEAR NEAT دیده‌بان‌فضا LONEOS | نقشه‌برداری آسمانی کاتالینا Pan-STARRS کاوشگر نقشه‌بردار فروسرخ میدان وسیع other |

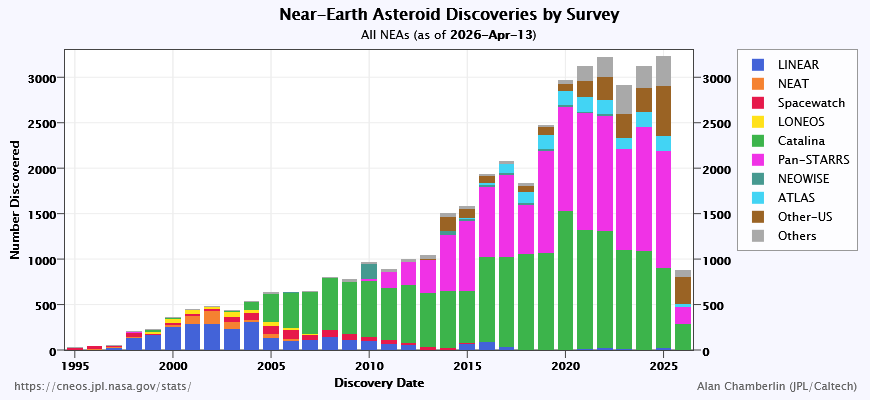
Number of NEOs detected by various projects

بررسی سیارک‌های نزدیک به زمین لینکلن یا لینیر (به انگلیسی: Lincoln Near-Earth Asteroid Research)، یا (LINEAR) پروژه همکاری نیروی هوایی ایالات متحده، ناسا، و آزمایشگاه لینکلن ام‌آی‌تی ام آی تی برای تشخیص سیستماتیک و ردیابی اشیاء نزدیک به زمین است. لینیر مسئول اکثر پیدا کردن‌های سیارک‌ها از سال ۱۹۹۸ تا زمانی که توسط سازمان نقشه‌برداری آسمان کاتالینا در سال ۲۰۰۵ اداره شد بوده‌است. همان‌گونه که از ۱۵ سپتامبر ۲۰۱۱، لینیر گزارش داده بود ۲۳۱٬۰۸۲ اجرام کوچک منظومه شمسی، که حداقل ۲۴۲۳ از آنها سیارک‌های نزدیک به زمین و ۲۷۹ دنباله‌دارها بوده‌اند. ابزار مورد استفاده توسط برنامهٔ لینیر در سایت آزمایشگاه لینکلن در پایگاه موشکی شن‌های سفید (White Sands Missile Range (WSMR) در نزدیکی سوکورو، نیومکزیکو واقع شده‌است.

## یافته‌ها
سیارات کوچک ذکر شده: ۱۴۷٬۷۰۷ ۱۱P  
فهرست سیارات جزئی را فهرست کنید
علاوه بر کشف بیش از ۱۴۰٬۰۰۰ ریزسیاره، لینیر همچنین با کشف، یا کشف دوبارهٔ چند دنباله‌دار دوره‌ای از جمله 11P / Tempel-Swift-LINEAR، 158P / Kowal-LINEAR، 160P / LINEAR (LINEAR 43)، 165P / LINEAR (LINEAR 10)، و 176P / LINEAR (LINEAR ۵۲، 118401 LINEAR: یکی از تنها پنج عنصر به عنوان دنباله‌دار و سیارک‌ها). اشیاء دیگر کشف شده عبارتند از (137108) 1999 AN10، (179806) 2002 TD66 و 2004 FH.
Se